# Бомбардировка Оберзальцберга
Бомбардировка Оберзальцберга — воздушный налет, проведенный бомбардировочным командованием Королевских ВВС 25 апреля 1945 года в последние дни Второй мировой войны в Европе. Операция была нацелена на Оберзальцберг, комплекс жилых домов и бункеров в Баварии, построенный для Адольфа Гитлера и других ключевых членов руководства Германии. Многие постройки комплекса были разрушены, однако резиденция Гитлера и сеть бункеров пострадали лишь незначительно. Два бомбардировщика союзников были сбиты, четыре летчика погибли и 31 немец погиб.
Историки определили несколько мотивов нападения на Оберзальцберг. К ним относятся поддержка сухопутных войск союзников, демонстрация эффективности британских тяжелых бомбардировщиков, убеждение несгибаемых немцев в том, что война проиграна, и сокрытие памяти о довоенной политике умиротворения. Атака была проведена крупными силами из 359 тяжелых бомбардировщиков в попытке разрушить бункеры, расположенные ниже Оберзальцберга, откуда союзники опасались, что высокопоставленные члены немецкого правительства будут командовать Альпийской крепостью. После того, как трудности с определением местоположения и маркировкой целей были преодолены, бомбардировщики атаковали двумя волнами. Примерно 3000 человек в Оберзальцберге укрылись в бункерах, а близлежащий город Берхтесгаден не пострадал. Гитлер был в Берлине во время нападения, а Герман Геринг, единственный высокопоставленный нацист в Оберзальцберге, выжил.
Хотя какое-то время рейд на Оберзальцберг отмечался, сегодня о нём мало вспоминают. Большая часть персонала союзников, участвовавшего в операции, получила удовлетворение от нападения на резиденцию Гитлера, и оно получило широкое освещение в СМИ. Поскольку Альпийская крепость оказалась мифом, в большинстве послевоенных историй эта операция почти не упоминалась.

## Предыстория
В период, когда Германия находилась под властью нацистской партии, рядом с баварским городом Берхтесгаден был построен комплекс шале и горных приютов в Оберзальцберге. Этот комплекс использовался Адольфом Гитлером и другими представителями нацистской партийной элиты. Гитлер обычно проводил более трети каждого года в Оберзальцберге. До начала Второй мировой войны он принимал многих международных лидеров в своей резиденции Бергхоф. Гитлер и премьер-министр Великобритании Невилл Чемберлен встретились в Бергхофе 15 сентября 1938 года в рамках переговоров, которые привели к Мюнхенскому соглашению. Нацистская пропаганда разрекламировала Бергхоф, и он стал важным символом лидерства Гитлера в глазах большинства немцев.
Гитлер продолжал часто посещать Оберзальцберг во время Второй мировой войны, и это был один из его главных командных центров. Он провел там большую часть начала 1944 года и в последний раз уехал 14 июля. Сложная сеть бункеров и туннелей была построена под Оберзальцбергом во время войны в ответ на усиление воздушных налетов союзников на Германию. Комплекс защищали зенитные орудия, а также техника, способная прикрыть территорию дымовой завесой. Все его здания были замаскированы в начале 1944 года, чтобы их было трудно обнаружить с воздуха.
Гитлер продолжал часто посещать Оберзальцберг во время Второй мировой войны, и это был один из его главных командных центров. Он провел там большую часть начала 1944 года и в последний раз уехал 14 июля. Сложная сеть бункеров и туннелей была построена под Оберзальцбергом во время войны в ответ на усиление воздушных налетов союзников на Германию. Комплекс защищали зенитные орудия, а также техника, способная прикрыть территорию дымовой завесой. Все его здания были замаскированы в начале 1944 года, чтобы их было трудно обнаружить с воздуха.

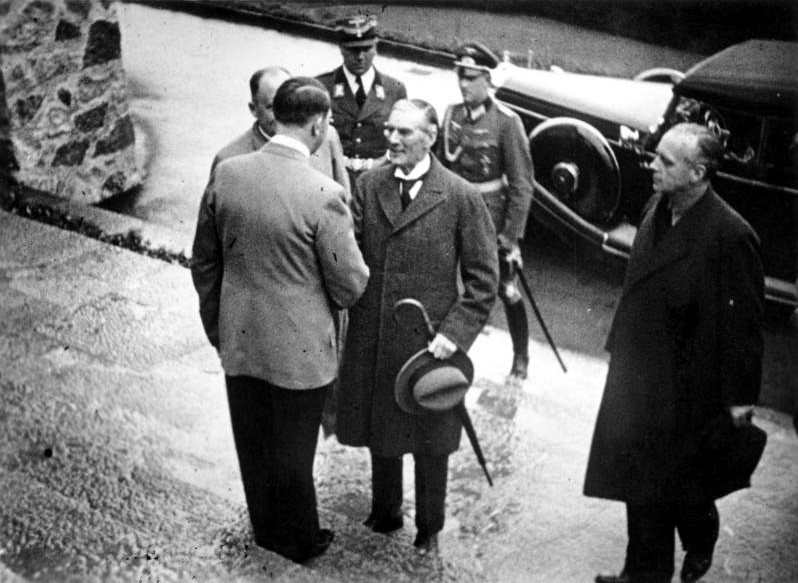
Адольф Гитлер приветствует Невилла Чемберлена в Бергхофе 15 сентября 1938 года.

Союзники рассматривали возможность нападения на Оберзальцберг до апреля 1945 года, но отказались от этого. Местонахождение Оберзальцберга было хорошо известно, и в июне 1944 года разведка союзников подтвердила, что Гитлер руководил сопротивлением высадке в Нормандии из Бергхофа. Королевские ВВС разработали план атаки на Оберзальцберг, получивший обозначение «Hellbound». Разведывательный самолёт ВВС армии США сфотографировали этот район в период с 16 по 20 июня, а 15-я воздушная армия США подготовила маршруты полетов для атаки на него с баз в районах Италии, контролируемых союзниками. Глава ВВС армии США генерал «Хэп» Арнольд отказался от проведения атаки 20 июня. Арнольд принял это решение на том основании, что маловероятно, что Гитлер будет убит, и попытка этого в любом случае была нежелательной, поскольку его неумелое руководство немецкой армией было на руку союзникам. Арнольд также был обеспокоен тем, что атакующие силы понесут тяжелые потери, поскольку считалось, что этот район надежно защищён. Он записал в своем дневнике: «Наше секретное оружие — Гитлер, поэтому не бомбите его замок. Не позволяйте ему пострадать, мы хотим, чтобы он продолжал совершать ошибки». Британское управление специальных операций также разработало в середине 1944 года планы операции «Фоксли» по убийству Гитлера в районе Оберзальцберга с использованием персонала спецназа. Эта операция никогда не предпринималась.
Пятнадцатая воздушная армия предложила бомбить район Берхтесгадена в феврале 1945 года, но эти попытки были заблокированы высшим командованием ВВС армии США из-за сложности точного поражения цели и сохраняющегося убеждения, что союзникам было лучше, когда Гитлер все ещё командовал немецкими вооруженными силами. Вскоре после этого были разработаны планы атаки на мосты в районе Берхтесгадена силами 8-й и 15-й воздушных армий. Эти планы так и не были реализованы.
Единственная атака на Берхтесгаден до апреля 1945 года была совершена 20 февраля 1945 года восемью истребителями-бомбардировщиками Republic P-47 Thunderbolt из состава Пятнадцатой воздушной армии. Эти самолёты нанесли удар по этому району после того, как не смогли выполнить задание в Италии, и их командир майор Джон Л. Бек поначалу не осознавал важности этих ударов. Thunderbolts атаковали поезд и столкнулись с сильным зенитным огнем. Когда стало известно о нападении, общественность в союзных странах была разочарована тем, что Бергхоф не пострадал.
К апрелю 1945 года союзники имели почти полное превосходство в воздухе над Германией. В результате ослабления немецкой ПВО и наличия истребителей сопровождения союзников дальнего радиуса действия, бомбардировочное командование Королевских ВВС с конца 1944 года время от времени совершало дневные налёты на цели в Германии в дополнение к своим обычным ночным операциям. Частота, с которой оно проводило дневные атаки, со временем увеличивалась. Британский комитет начальников штабов приказал прекратить бомбардировки немецких городов 16 апреля, а вместо этого бомбардировщики сосредоточились на оказании «прямой поддержки союзным армиям в наземном сражении» и продолжении атак на остатки немецкого флота. В соответствии с этим приказом бомбардировочное командование до 25 апреля атаковало немецкие города, лежавшие на пути союзных армий, и совершало прицельные бомбардировки других целей.

## Планирование

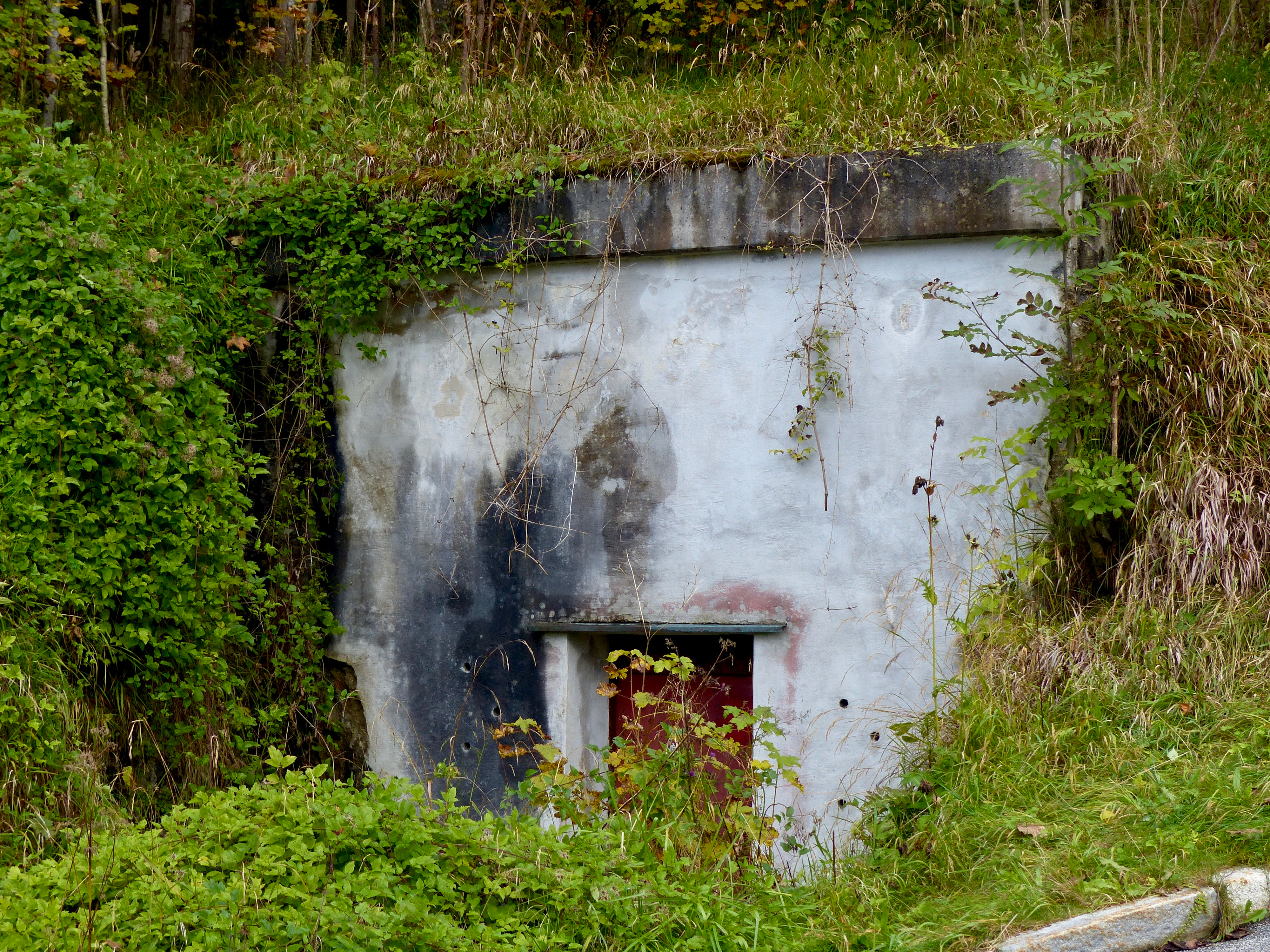
Вход в бункер времен Второй мировой войны в Оберзальцберге, фото 2016 г.

Когда война в Европе подходила к концу в 1945 году, Главное командование союзных сил было обеспокоено отчётами разведки, в которых указывалось, что высокопоставленные члены правительства Германии, а также подразделения Ваффен-СС соберутся в Берхтесгадене, чтобы продлить боевые действия из «Альпийской крепости». Это был провал разведки, поскольку до последних недель войны немцы предпринимали мало попыток подготовить оборонительные позиции в Альпах. В апреле Гитлер отправил большую часть своего личного штаба в Берхтесгаден, но остался в Берлине. Большинство других высокопоставленных министров бежали в другие части Германии. Бывший рейхсмаршал Герман Геринг был единственным высокопоставленным членом правительства в Оберзальцберге во время нападения. Геринг был лишен всех своих должностей и содержался под домашним арестом по приказу Гитлера в наказание за отправку 23 апреля телеграммы с просьбой разрешить взять на себя руководство Германией.
Решение о воздушном налёте на Оберзальцберг было принято в апреле 1945 года. Атака была предложена главой бомбардировочного командования, главным маршалом авиации сэром Артуром Харрисом и одобрена Главным командованием. Харрис уточнил, что целью рейда была поддержка XV корпуса армии США, который быстро продвигался к Мюнхену, откуда он должен был атаковать Берхтесгаден. Однако армия США выступила против атаки из-за опасений, что немцам будет легче защитить обломки комплекса, чем неповреждённые здания. Два историка заявили, что рейд был вызван другими факторами. Оливер Халлер написал, что настоящая причина, по которой бомбардировочное командование провело атаку, заключалась в том, что Харрис хотел продемонстрировать, что его силы могут проводить точечные бомбардировки после того, как его критиковали за террористические бомбардировки городов в начале 1945 года. Деспина Стратигакос заявила, что союзники надеялись, что разрушение Бергхофа убедил бы фанатичных нацистов, что война проиграна. Она также предположила, что нападение было направлено на то, чтобы «стереть из памяти» унижение довоенной политики умиротворения, включая Мюнхенское соглашение, которое было связано с Бергхофом.
Бергхоф и павильон Кельштайнхаус, который Гитлер иногда использовал для приёма гостей, были основными целями рейда. Несколько других зданий находились в районе, который должны были бомбить. В их число входили дома других высокопоставленных нацистов, казармы, использовавшиеся подразделениями Ваффен-СС, которым было поручено защищать Оберзальцберг, и госпиталь. Несколько второстепенных целей, в том числе мосты в городе Зальцбург, были выбраны для экипажей самолётов, которые не смогли бомбить Оберзальцберг.

## Атака
Экипажи бомбардировщиков разбудили рано утром 25 апреля, чтобы проинформировать о ходе миссии. Экипажам сообщили, что несколько высокопоставленных членов правительства Германии находятся в Оберзальцберге, а некоторым сообщили, что там находится Гитлер. В то утро ударная группа вылетела с баз в Соединённом Королевстве. В его состав входили 359 тяжелых бомбардировщиков Avro Lancaster из 22 эскадрилий 1-й и 5-й групп. Их сопровождали 16 лёгких бомбардировщиков de Havilland Mosquito из 8-й группы, роль которых заключалась в наведении бомбардировщиков на цель с помощью навигационной системы «Гобой». Бомбардировщики сопровождали 13 британских истребительных эскадрилий и 98 North American P-51 Mustang из 8-й воздушной армии.
Покинув Великобританию, бомбардировщики прошли под Парижем. Добравшись до Боденского озера, они направились прямо в Оберзальцберг. В то время как самолёт летел над территорией, удерживаемой союзниками, на протяжении большей части захода на посадку, последние 400 км пришлось пролететь над территорией, всё ещё контролируемой немецкими войсками. Они провели лишь небольшое количество времени в пределах досягаемости зенитных орудий во время захода на посадку, и, поскольку Люфтваффе почти прекратило свое существование, истребители не пытались их перехватить. Некоторые из пилотов «Мустанга» заметили реактивный самолёт-разведчик Arado 234 и сбили его.

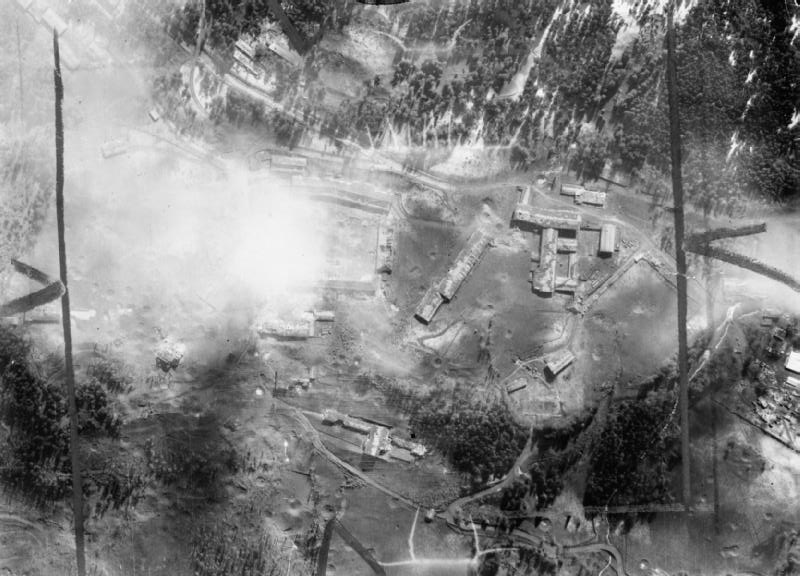
Аэрофотоснимок Оберзальцберга во время рейда.

Первая волна бомбардировщиков прибыла в район Берхтесгадена в 9:30 утра, но не смогла сразу атаковать. Экипажам «Москито» было трудно обнаружить цели из-за тумана и снега в этом районе. Защитники Оберзальцберга не смогли создать дымовую завесу, поскольку у них закончились запасы необходимых химикатов. Оборудование «Гобой» на самолётах Mosquitos оказалось неэффективным, так как используемые им радиосигналы были заблокированы горами. Бомбардировщики находились в зоне ожидания, пока экипажи Mosquitos не отметили цель. В этот период часть самолётов пролетала недалеко от Зальцбурга и была обстреляна сильной противовоздушной обороной города. Несколько бомбардировщиков также были близки к столкновению.
Как только цель была отмечена, первая волна бомбардировщиков атаковала между 9:51 и 10:11. Элитная 617-я эскадрилья первой нанесла удар по Оберзальцбергу, сбросив большие бомбы Tallboy. Вторая волна бомбила между 10:42 и 11:00. Было выпущено более 1400 тонн бомб; была надежда, что такой сильной бомбардировки будет достаточно, чтобы разрушить бункеры под Оберзальцбергом. Бомбёжка была очень точной.
Два Lancaster были сбиты немецкими зенитками. Самолёт из 460-й эскадрильи Королевских ВВС Австралии был сбит вскоре после сброса бомб, и весь его экипаж выжил после того, как пилот совершил вынужденную посадку недалеко от немецкого города Траунштайн. Их сделали военнопленными, но через несколько дней освободили. Другой сбитый самолёт принадлежал 619-й эскадрилье. Из экипажа бомбардировщика четверо погибли, трое взяты в плен. Эти военнопленные также вскоре были спасены союзными войсками. Несколько других Lancaster были повреждены, один из них приземлился недалеко от Парижа.
Атака дала неоднозначные результаты. Из основных целей Кельштайнхаус не пострадал, а Бергхоф был умеренно повреждён тремя бомбами. Казармы Ваффен-СС и дома, принадлежавшие Герингу и рейхслейтеру Мартину Борману, были разрушены. Большинство из примерно 3000 человек в Оберзальцберге укрылись в бункерах под комплексом, но 31 человек, в том числе несколько детей, был убит. Бункерная сеть серьёзно не пострадала. Город Берхтесгаден не пострадал, никто из его жителей не был убит или ранен.
Подразделения ВВС армии США атаковали транспортную инфраструктуру в районе Оберзальцберга 25 апреля. Эти рейды были частью операции, проведенной по запросу сухопутных войск союзников, целью которой были объекты связанные с боеприпасами завода Škoda недалеко от Пльзеня в оккупированной немцами Чехословакии, а также железные дороги в Австрии, по которым, как предполагалось, перевозились немецкие войска. Места возле Оберзальцберга, подвергшиеся нападению, включали Фрайлассинг, Халлайн, Бад-Райхенхалль, Зальцбург и Траунштайн. Значительный ущерб был нанесен нескольким вокзалам, газовым заводам и больницам в этих городах. Погибло более 300 мирных жителей.

## Последствия

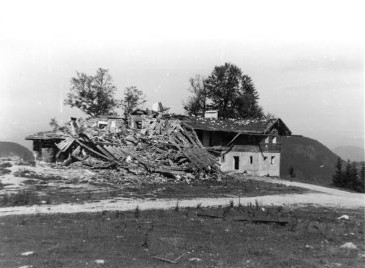
Руины резиденции Германа Геринга в Оберзальцберге в 1948 году.

Оберзальцберг был заброшен через несколько дней после рейда. По приказу Гитлера эсэсовцы разрушили Бергхоф, прежде чем уйти. 4 мая XV корпус армии США захватил этот район. Геринг, переживший воздушный налёт, был взят в плен армией США 9 мая 1945 года.
Американские и французские солдаты разграбили Оберзальцберг, в том числе руины Бергхофа, после его захвата. Из-за связей Оберзальцберга с нацистским руководством масштабы этого грабежа не имели себе равных в любом другом немецком городе, оккупированном союзными войсками. Стратигакос заметила, что это способствовало распространению памятных вещей, связанных с Гитлером, по всему миру, что частично подорвало цель воздушного налёта по дискредитации нацистского режима. Американский фотожурналист Ли Миллер, прибывшая в Оберзальцберг вскоре после его захвата, отметила, что «не осталось даже кусочка для музея о великом военном преступнике, и людям, разбросанным по всему миру, вечно будут показывать кольцо для салфеток или вилку для соления, которыми якобы пользовался Гитлер».
Атака на Оберзальцберг стала последней боевой операцией для большинства отправленных эскадрилий бомбардировочного командования. Большинство членов экипажа получили удовлетворение от нападения на личный дом Гитлера, хотя некоторые выразили сожаление по поводу понесённых потерь. Последний рейд бомбардировочного командования, атака на нефтеперерабатывающий завод в Норвегии, был совершён в ночь с 25 на 26 апреля. С 26 апреля до конца войны 8 мая самолёты бомбардировочного командования использовались для переброски освобождённых военнопленных в Великобританию в рамках операции «Исход» и доставки еды гражданскому населению в Нидерландах во время операции «Манна».
В то время рейд получил широкое освещение в СМИ, но сегодня о нём мало вспоминают. В современных новостях сообщалось, что операция имела стратегическое значение, поскольку Оберзальцберг был одновременно альтернативным командным центром и символом нацистского режима. Атака изображалась как часть последних усилий по разгрому Гитлера и Германии. В сообщениях СМИ о взрыве также упоминается визит Чемберлена в 1938 году в Оберзальцберг. Поскольку Альпийская крепость оказалась мифом, послевоенные истории, включая мемуары Харриса, мало упоминали об операции.
После войны Оберзальцберг остался под управлением армии США, и там был создан центр отдыха для солдат. Руины зданий нацистской эпохи привлекали неонацистских паломников. Чтобы остановить такие визиты, правительство Баварии разрушило здания 30 апреля 1952 года, в седьмую годовщину самоубийства Адольфа Гитлера в Берлине. Армия США закрыла свой центр отдыха и передала Оберзальцберг правительству Баварии в 1996 году, которое в начале 2000-х годов снесло другие здания в этом районе, чтобы освободить место для курортного комплекса. Музей Dokumentationszentrum Obersalzberg открылся в 1999 году. Этот музей посвящён истории Оберзальцберга в эпоху нацизма. В 2008 году был установлен знак, обозначающий местонахождение Бергхофа и объясняющий его роль как места, где принимались ключевые решения, касающиеся Второй мировой войны и Холокоста.